# Comunità Montana Valli Aveto, Graveglia e Sturla
Die Comunità Montana Valli Aveto, Graveglia e Sturla ist eine Comunità montana in der norditalienischen Region Ligurien. Politisch gehört sie zu der Metropolitanstadt Genua und umfasst die fünf Gemeinden Borzonasca, Mezzanego, Ne, Rezzoaglio und Santo Stefano d’Aveto.

## Geographie
Das Territorium der Verwaltungsgemeinschaft umfasst die Täler Aveto (Rezzoaglio, Santo Stefano d’Aveto), Graveglia (Ne) und Sturla (Borzonasca, Mezzanego).
Der Sitz der Verwaltungsbehörde befindet sich in Borzonasca.